# Hey Paula
Hey Paula är en poplåt lanserad av duon Paul & Paula 1962. Låten skrevs av Ray Hildebrand, vilken också var duons "Paul". Han gav först låten titeln "Paul and Paula", vilket sedan istället blev duons nya namn. Innan dess hade de hetat sina riktiga förnamn "Jill & Ray". Efter några månader blev låten en nationell amerikansk hit 1963. Den nådde förstaplatsen på Billboardlistan, och blev snart därefter en internationell framgång.

## Listplaceringar
| Lista (1963)   | Position              |
| -------------- | --------------------- |
| Danmark        | 1 (DR "Top 20")       |
| Finland        | 4                     |
| Norge          | 2 (VG-lista)          |
| Nya Zeeland    | 1 (Lever Hit Parade)  |
| Storbritannien | 8                     |
| Sverige        | 1 (Kvällstoppen)      |
| Sverige        | 1 (Tio i topp)        |
| USA            | 1 (Billboard Hot 100) |
| Västtyskland   | 16                    |